# Phoebe leiophylla
Phoebe leiophylla är en lagerväxtart som beskrevs av Friedrich Anton Wilhelm Miquel. Phoebe leiophylla ingår i släktet Phoebe och familjen lagerväxter. Inga underarter finns listade i Catalogue of Life.